# Hochnebel

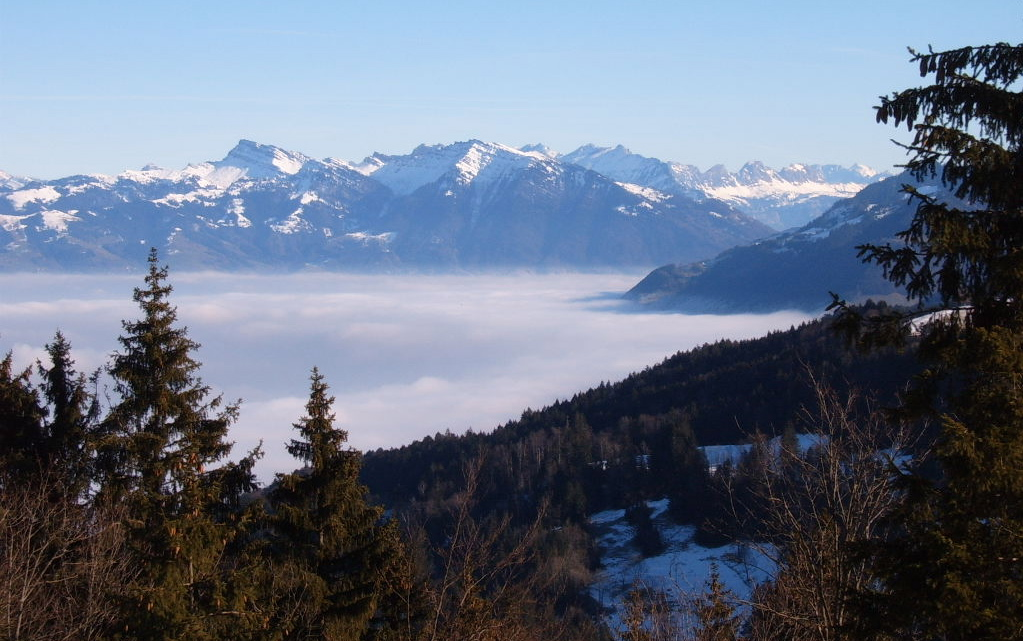
Lockerer Hochnebel über dem Zürichsee, Schweiz

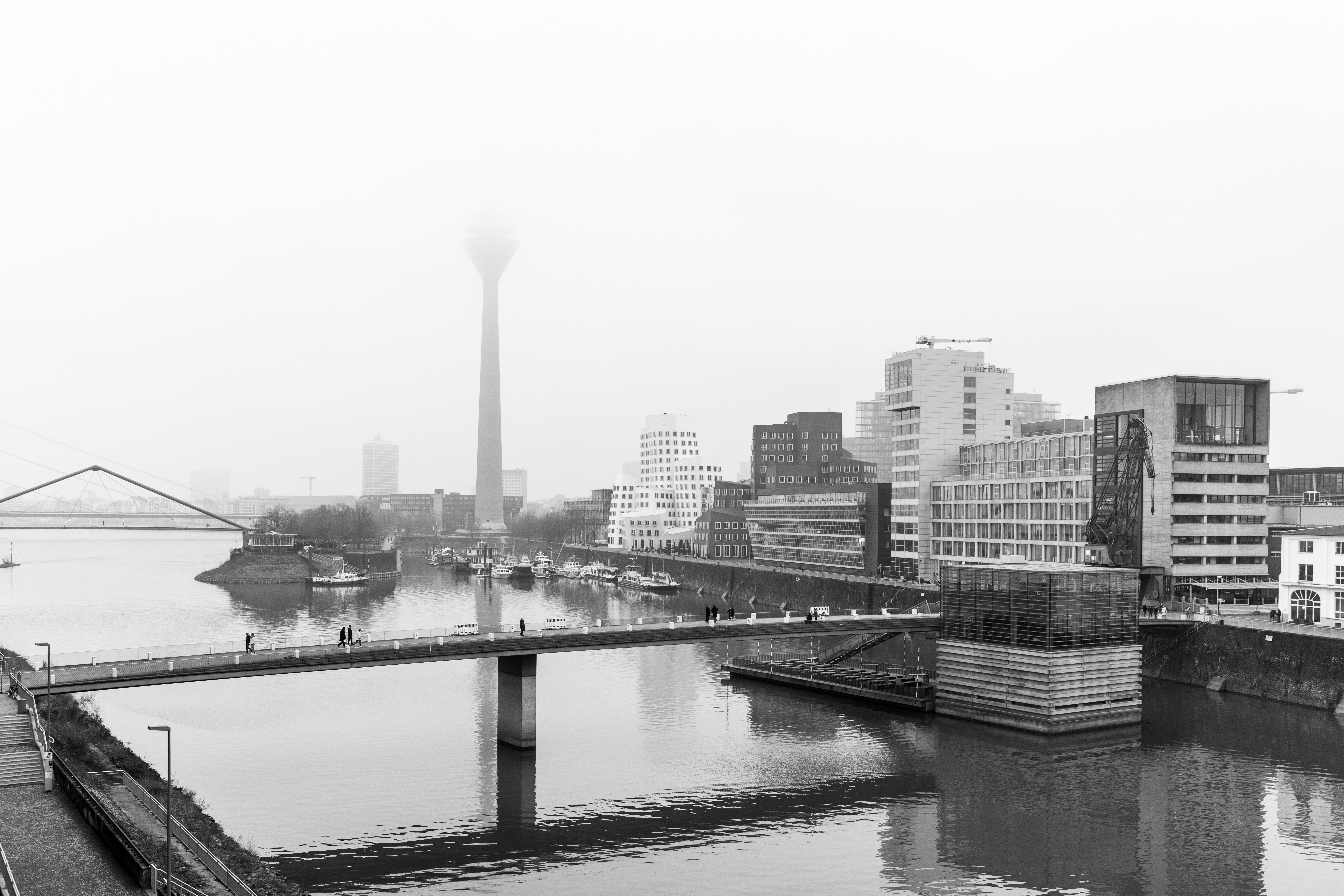
Hochnebel über Düsseldorf

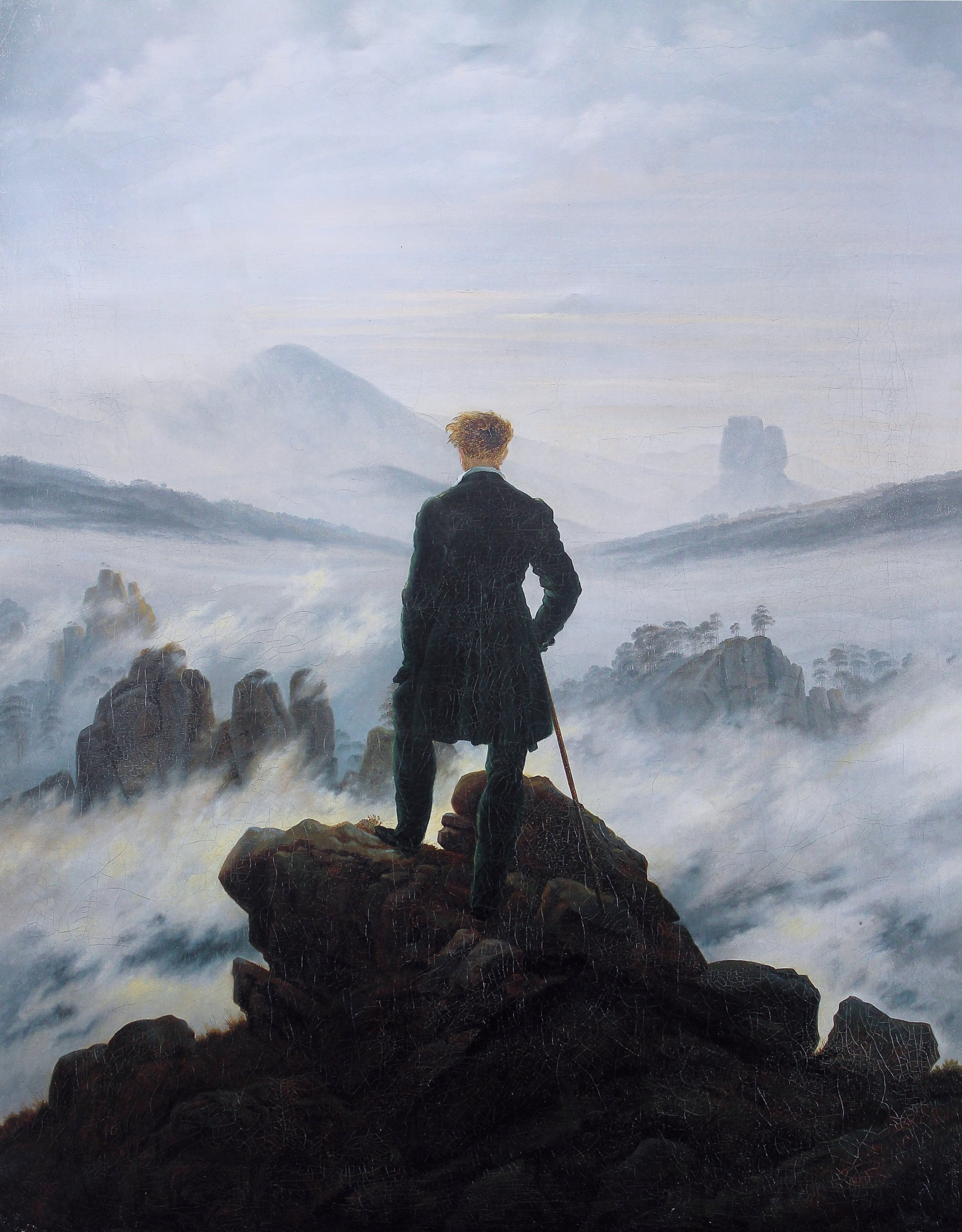
Caspar David Friedrich: Der Wanderer über dem Nebelmeer

Hochnebel ist ein gebräuchliches Wort für Strahlungsnebel, der in Form niedrig liegender Schichtwolken (Stratus) in einigen zehn bis 100 Metern über der Erdoberfläche beginnt und bis 1 oder 2 km Höhe reichen kann. Er entsteht zumeist im Zusammenhang mit Inversionslagen. Am häufigsten bildet er sich im Herbst, wenn sich die Luft in der Nacht bei hoher Feuchtigkeit stark abkühlt.
Besonders häufig tritt Hochnebel in Beckenlagen und in manchen Gebirgstälern auf, etwa im Schweizer Mittelland, am Rand des Wiener Beckens oder im Kärntner Seengebiet. Einen Kilometer höher herrscht aber oft Sonnenschein oder in der Nacht sternklarer Himmel.
Den Bergwanderern – und den Bewohnern über dem Nebel gelegener Orte – kann ein gleichmäßig nebelerfülltes Tal oder Becken wie ein Meer erscheinen. Solche Nebelmeere bzw. Wolkenmeere – hier dann vor allem Stratocumulus, wenn das „Meer“ stärkere „Wellen“ hat – sind ein beliebtes Motiv romantischer Maler und Fotografen. Vor allem in der Schweiz spricht man vom Nebelmeer über dem Mittelland, zwischen Jura und Alpen.
Siehe auch:
- Hochnebel in der Schweiz

## Belege
1. ↑  Hochnebel – Lexikon der Geographie. In: spektrum.de. Abgerufen am 4. Februar 2016.
2. ↑  Temperaturinversion planiert Hochnebel. In: menschenswetter.de. Abgerufen am 4. Februar 2016.
3. ↑  eingeschränkte Vorschau in der Google-Buchsuche